# جاناتان مرگی
یاناتان یاکو جاناتان مرگی (انگلیسی: Yehonatan Ya'akov "Jonathan" Mergui ،‌ عبری: יהונתן יעקב מרגי ،‌زاده ۱۰ فوریه ۲۰۰۰)شناخته شده به نام مرگی، خواننده و آهنگساز و بازیگر اسراییلی است. او شهرت خود را پس از شرکت در فصل پنجم برنامه رئالیتی شوی اسرائیلی Rising Star به دست آورد جایی که در این مسابقه مقام دوم را به دست آورد.